# Mi gran noche (película)

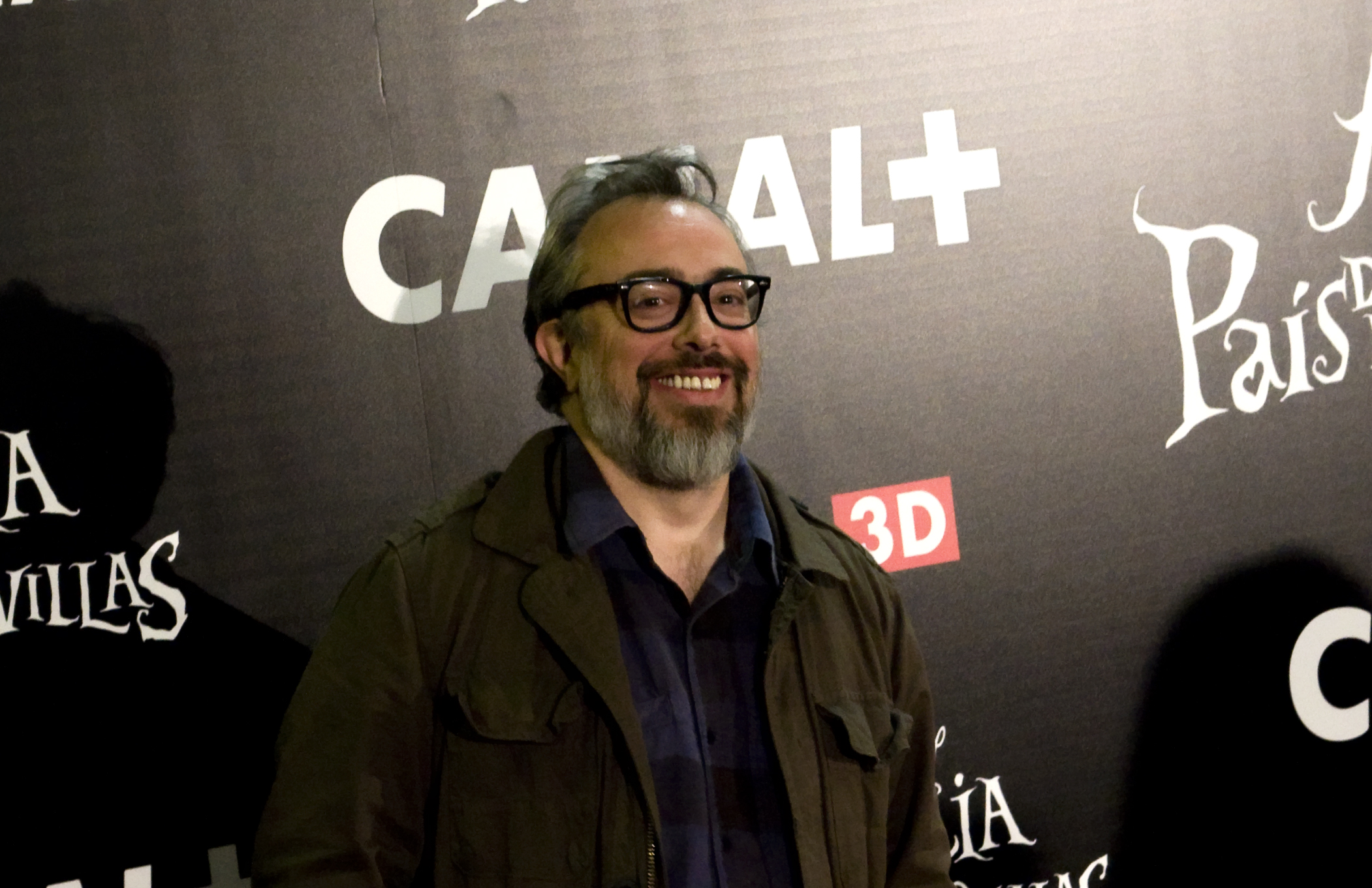
Álex de la Iglesia director de la película

Mi gran noche es una película cómica española que se estrenó el 23 de octubre de 2015 en España dirigida por Álex de la Iglesia y protagonizada por Raphael, Mario Casas, Pepón Nieto, Blanca Suárez y Carlos Areces.

## Argumento
José (Pepón Nieto) es enviado por la ETT de figurante a un pabellón industrial a las afueras de Madrid para trabajar en la grabación de una gala especial de Nochevieja, en pleno octubre. Cientos de personas como él llevan semana y media encerrados día y noche, desesperados mientras fingen reír, celebrando estúpidamente la falsa venida del año nuevo, una y otra vez. Alphonso (Raphael), la estrella musical, es capaz de todo para asegurarse que su actuación tendrá la máxima audiencia. Adanne (Mario Casas), su antagonista, joven cantante latino, es acosado por las fans que quieren chantajearle. Los presentadores del programa se odian, compitiendo entre sí para ganarse la confianza del productor, que lucha por impedir el cierre de la cadena. Pero lo que nadie espera es que la vida de Alphonso corra peligro. Mientras ríen y aplauden sin sentido las actuaciones, nuestro protagonista se enamora de su compañera de mesa, Paloma (Blanca Suárez).

## Reparto
| Actor o Actriz          | Personaje Interpretado     |
| ----------------------- | -------------------------- |
| Raphael                 | Alphonso                   |
| Mario Casas             | Adanne                     |
| Pepón Nieto             | José Díaz Martiño          |
| Blanca Suárez           | Paloma                     |
| Florencia de la V       | Estella Arizmendi Ulloa    |
| Carlos Areces           | Yuri                       |
| Luis Callejo            | Paco, el regidor           |
| Jaime Ordóñez           | Óscar García               |
| Hugo Silva              | Roberto                    |
| Carolina Bang           | Cristina                   |
| Carmen Machi            | Rosa                       |
| Carmen Ruiz             | Amparo                     |
| Santiago Segura         | José Luis Benítez Quintana |
| Enrique Villén          | Soriano                    |
| Terele Pávez            | Dolores Martiño Sepúlveda  |
| Marta Guerras           | Sofía                      |
| Marta Castellote        | Lourdes                    |
| Ana Polvorosa           | Yanire                     |
| Luis Fernández "Perla"  | Josua                      |
| Antonio Velázquez       | Antonio                    |
| Tomás Pozzi             | Perotti                    |
| Toni Acosta             | María                      |
| Ignatius Farray         | Guionista                  |
| Lucía de la Fuente      | Maquilladora               |
| Eduardo Casanova        | Figurante                  |
| Jonás Berami            | Figurante                  |
| Andoni Agirregomezkorta | Figurante                  |
| Daniel Guzmán           | Policía Municipal          |
| Enrique Martínez        | Vestuario 1                |
| Marta Rodríguez Conte   | Maquilladora               |

## Premios
LATIN BEAT FILM FESTIVAL 2015
Álex de la Iglesia: Mejor Director
Raphael: Mejor Actor
30ª edición de los Premios Goya
| Categoría                 | Nominados                                             | Resultado |
| ------------------------- | ----------------------------------------------------- | --------- |
| Mejor dirección artística | Arturo García “Biaffra” José Luis Arrizabalaga “Arri” | Nominada  |
| Mejor sonido              | David Rodríguez, Nicolás de Poulpiquet Sergio Bürmann | Nominada  |
| Mejor diseño de vestuario | Paola Torres                                          | Nominada  |
| Mejor efectos especiales  | Curro Muñoz Juan Ramón Molina                         | Nominada  |

3ª edición de los Premios Feroz
| Categoría               | Persona       | Resultado |
| ----------------------- | ------------- | --------- |
| Mejor comedia           | Mejor comedia | Nominada  |
| Mejor actor de reparto  | Mario Casas   | Ganador   |
| Mejor actriz de reparto | Blanca Suárez | Nominada  |
| Mejor tráiler           | Mejor tráiler | Nominada  |